# D0g
D0g (произнася се „дог“, като английската дума за куче) е робот от екшън играта в първо лице Half-Life 2. Доктор Ели Ванс създава D0g за да забавлява и защитава неговата дъщеря – Алекс две десетилетия преди събития в Half-Life 2, докато тя е малко момиче. D0g е започнал съществуването си като относително малък четирикрак робот, но с израстването си Алекс е добавяла нови и нови части по него, и в Half Life 2 той вече е 3 метра висок.

## Характеристики
D0g, също като истинско куче, е дружелюбен, лоялен и интелигентен. Ако играчът погледне към него, докато не прави нищо, роботът изпълнява танц. D0g издава приятелски и игриви звуци, както и по-малко дружелюбни звуци като ръмжене, когато е провокиран. Тялото на робота е конструирано от отпадъчни метали, хидравлики, кабели и Combine скенер за глава.
D0g разполага с устройство с енергия на нулевата точка, подобно на Gravity Gun, с което повдига и хвърля неща. D0g притежава невероятна сила и се доказва като особено полезен в хода на историята, тъй като може да хвърля големи обекти (като превозни средства) върху враговете, или да отваря места, които не са били достъпни за Гордън. D0g изглежда напълно неуязвим за всичко в играта, включително оръжия, огън и експлозии. Въпреки това D0g не е неуязвим, той просто разполага с голямо количество здраве, за да е сигурно, че няма да умре по време на игра.
D0g не разполата с ИИ за битка и всички сцени в играта, в които D0g участва в битка са по сценарий.
Кучето-робот, въпреки че е важен за историята, играе също така и роля на комично облекчение(подобно на C3PO в сагата Междузвездни войни). Сцените, в които той участва в битка са хумористично преувеличени, играчът вижда как роботът хвърля големи обекти като автомобили на големи разстояния, или гневно напада дизориентирани и изпаднали в паника групи от вражески единици, без да се интересува от последствията, нито да поема повреди.
От Valve са коментирали относно Half Life 2: Епизод едно, че играчите обичат D0g, затова те са го направили първото нещо, което вижда играчът в началото на епизода.